# Кон (река)
Кон (каз. Көң) — река в Карагандинской области Казахстана. Левый приток реки Куланотпес. В верховьях носит название Жаксыкон (каз. Жақсыкөң).

## Описание
Река Жаксыкон берёт начало на южных склонах гор Жельдыадыр — восточной части горного массива Улытау. Далее течёт в восточном направлении, а затем поворачивает на северо-восток. Неподалёку от села Баршино Жаксыкон сливается с рекой Жаманкон, приходящей справа. После слияния двух рек русло получает название Кон. Далее река течёт на север и впадает в реку Куланотпес с левой стороны. Устье Кона расположено к северу от села, именуемого Куланутпес.
Длина реки составляет 160 км. Площадь водосбора — 4050 км².
Русло в верховьях узкое, береговая линия неустойчивая. В среднем и нижнем течении присутствует пойма шириной до 2—3 км, поросшая луговой растительностью. При этом русло несколько раз распадается на несколько рукавов, проходящих параллельно друг другу и соединяющихся обратно.
Среднегодовой расход воды составляет 0,82 м³/с. Годовой сток реки — 53 млн м³. Режим течения подвержен значительным сезонным колебаниям. Весной уровень воды может подниматься на 4—5 метров, а в межень сильно падает. К концу лета река частично пересыхает, распадаясь на отдельные плёсы. Продолжительность сухого периода в среднем составляет 127 дней, однако в отдельные засушливые годы может увеличиваться до 250 дней.
Вода в реке отличается повышенной минерализацией, особенно в осенний период. Некоторые плёсы остаются солоноватыми круглый год.
В долине реки имеются орошаемые пастбища.